# Eskizofrenia
Eskizofrenia es el primer álbum de estudio del grupo punk vasco Eskorbuto. También es la primera y única grabación realizada para la discográfica Twins Producciones de Madrid.

## Grabación y contenido
En 1983, tras haber sido arrestados por haber grabado una maqueta con letras controvertidas y aplicárseles la Ley Antiterrorista, Eskorbuto decide una vez más grabar un disco sin problemas legales, aunque por lo anterior ninguna discográfica en España aceptó promocionar al grupo.
A estas alturas, ellos ya se habían ganado fama que les perseguiría toda su vida y les convertiría en uno de los controvertidos grupos del Rock Radical Vasco. Pero ellos, ajenos a estos comentarios y gracias a su persistencia, logran un contrato con Twins Producciones, quienes les ofrecen grabar su primer álbum íntegramente realizado por ellos, dado que anteriormente habían editado un EP compartido con RIP. 
A través de Iñaki Bilbao y Javi Lennon, quienes después de ver al grupo en directo se lanzaron a producirlos. Para el título lo tenían fácil ya que ellos mismos describían su música como Eskorbuto Eskizofrenia Rock y para grabarlo al lado de casa, en los estudios Pan-Pot de Las Arenas. Como curiosidad, la percusión fue hecha con una batería electrónica Simons; no era extraño porque otros grupos durante esa época también lo usaron, pero le daba al disco un sonido bastante raro, Pako por su parte optó por agregar micrófonos pequeños para amplificar el sonido (debido a la falta de fondos) ya que el sonido con pedestales se escuchaba demasiado tenue. En 1987, con la reedición de este álbum, Iñaki opaca el sonido un poco.
Las canciones fueron grabadas en julio de 1984, pero no conforme con los resultados la banda regraba y corrige las mismas en septiembre, que luego después de la masterización y demás detalles sale a la venta en enero de 1985.
Eskizofrenia incluye algunas canciones que aparecen en Jodiéndolo todo, además de incluir material nuevo. Durante las siguientes presentaciones en vivo, la canción "Rogad a Dios por los muertos", fue cambiada la parte final del estribillo por «Los testículos me cortaría por la calavera del Rey Juan Carlos», en lugar de «de bastos».

## Canciones
Todas las canciones fueron compuestas por Jesús María Expósito López, Francisco Galán y Juan Manuel Suárez Fernández.
1. "Introducción (Sonidos de la guerra)" - 2:45
2. "La increíble vida de un ser vulgar" - 1:50
3. "Ratas rabiosas" - 2:09
4. "Cualquier lugar" - 1:23
5. "Mierda, mierda, mierda" - 1:36
6. "Rogad a Dios por los muertos" - 3:36
7. "El exterminio de la raza del mono" - 2:40
8. "Antes de las guerras" - 1:11
9. "Sociedad insociable" - 2:35
10. "Os engañan" - 1:43
11. "Mucha policía, poca diversión" - 1:31
12. "¡Oh no! Policía en acción" - 2:59
13. "Nadie es inocente" - 1:52
14. "Busco en la basura" - 2:03
15. "Eskizofrenia" - 1:40
16. "Criaturas al poder" - 1:56
17. "¿Dónde está el porvenir?" - 2:06
18. "Ratas en Vizcaya" - 2:42

## Personal
Eskorbuto
- Juanma Suárez - bajo eléctrico y voz.
- Iosu Expósito - guitarra eléctrica y voz.
- Pako Galán - batería.

Colaboradores
- Iñaki Bilbao - Ingeniero de sonido.
- Pablo Cabeza - Fotografía.
- Javi Lennon - Técnico de grabación y producción.